# Malaysia Open 1995
Die Malaysia Open 1995 im Badminton fand vom 4. bis zum 9. Juli 1995 statt. Das Preisgeld betrug 180.000 Dollar.

## Sieger und Platzierte
| Disziplin    | Gold                                     | Silber                      | Bronze                            |
| ------------ | ---------------------------------------- | --------------------------- | --------------------------------- |
| Herreneinzel | Alan Budikusuma                          | Ardy Wiranata               | Heryanto Arbi                     |
| Herreneinzel | Alan Budikusuma                          | Ardy Wiranata               | Park Sung-woo                     |
| Dameneinzel  | Susi Susanti                             | Bang Soo-hyun               | Ye Zhaoying                       |
| Dameneinzel  | Susi Susanti                             | Bang Soo-hyun               | Lim Xiaoqing                      |
| Herrendoppel | Pramote Teerawiwatana Sakrapee Thongsari | Cheah Soon Kit Yap Kim Hock | Peter Axelsson Pär-Gunnar Jönsson |
| Herrendoppel | Pramote Teerawiwatana Sakrapee Thongsari | Cheah Soon Kit Yap Kim Hock | Rudy Gunawan Bambang Suprianto    |
| Damendoppel  | Julie Bradbury Joanne Goode              | Gil Young-ah Jang Hye-ock   | Eliza Nathanael Zelin Resiana     |
| Damendoppel  | Julie Bradbury Joanne Goode              | Gil Young-ah Jang Hye-ock   | Kim Mee-hyang Kim Shin-young      |
| Mixed        | Kim Dong-moon Gil Young-ah               | Tao Xiaoqiang Wang Xiaoyuan | Paulus Firman Rosalia Anastasia   |
| Mixed        | Kim Dong-moon Gil Young-ah               | Tao Xiaoqiang Wang Xiaoyuan | Aryono Miranat Dede Hasanah       |

## Finalergebnisse
| Disziplin    | Sieger                                   | Finalist                    | Ergebnis          |
| ------------ | ---------------------------------------- | --------------------------- | ----------------- |
| Herreneinzel | Alan Budikusuma                          | Ardy Wiranata               | 15-5, 15-8        |
| Dameneinzel  | Susi Susanti                             | Bang Soo-hyun               | 11-1, 11-6        |
| Herrendoppel | Pramote Teerawiwatana Sakrapee Thongsari | Cheah Soon Kit Yap Kim Hock | 5-15, 15-12, 15-5 |
| Damendoppel  | Julie Bradbury Joanne Wright             | Gil Young-ah Jang Hye-ock   | 15-10, 15-11      |
| Mixed        | Kim Dong-moon Gil Young-ah               | Tao Xiaoqiang Wang Xiaoyuan | 15-7, 15-9        |

## Ergebnisse

### Herreneinzel
- Heryanto Arbi –  Yong Siang Poh: 15-4 / 15-8
- Bruce Flockhart –  Khoo Kok Kheng: 15-10 / 15-4
- Ong Ewe Hock –  Tam Kai Chuen: 15-10 / 15-9
- Ramesh Nathan –  Dharma Gunawi: 15-12 / 18-15
- Lee Kwang-jin –  Jaseel P. Ismail: 15-4 / 15-1
- Pontus Jäntti –  Chong Chen Teh: 15-11 / 15-12
- Ge Cheng –  Mahathir Mustaffa: 15-13 / 15-11
- Liu En-hung –  Yap Yong Jyen: 15-5 / 15-12
- Kitipon Kitikul –  Etienne Thobois: 12-15 / 15-11 / 15-5
- Roslin Hashim –  Imay Hendra: 15-8 / 15-10
- Kim Hak-kyun –  Chan Chong Ming: 15-12 / 15-9
- Fumihiko Machida –  Koo Yong Chut: 8-15 / 15-11 / 15-12
- Alan Budikusuma –  Huang Yeu-der: 15-5 / 15-6
- Lo Ah Heng –  Cheng Foo Yong: 15-11 / 15-8
- Jeroen van Dijk –  Kuan Yang Adrian Tay: 15-10 / 15-8
- Wu Chun-sheng –  Davincy Saha: 6-15 / 15-12 / 18-15
- Kai Wui Shim –  Takaaki Hayashi: 15-9 / 15-11
- Ahn Jae-chang –  Seiichi Watanabe: 15-5 / 15-11
- Peter Gade –  Michael Sydney: 15-9 / 15-5
- Fung Permadi –  Pierre Pelupessy: 15-4 / 15-3
- Yong Hock Kin –  Wong Choong Hann: 15-6 / 15-10
- Chen Gang –  Theam Teow Lim: 15-10 / 15-9
- Jason Wong –  Gee Boo Simon Koh: 15-10 / 15-8
- Ardy Wiranata –  Khor Eng Chiun: 15-1 / 15-2
- Indra Wijaya –  Pedro Vanneste: 15-8 / 15-1
- Peter Rasmussen –  Jang Chun-woong: 15-5 / 15-11
- Joris van Soerland –  Kim Loong Hoo: 15-6 / 15-9
- Rashid Sidek –  Shinji Bito: 15-2 / 15-2
- Ismail Saman –  Kosol Siridumrongsak: 15-9 / 15-6
- George Rimarcdi –  Jeremy Gan: 15-6 / 15-10
- Chang Jeng-shyuang –  Kin Meng Horatius Hwang: 15-2 / 15-4
- Park Sung-woo –  Pang Chen: 15-5 / 15-7
- Heryanto Arbi –  Bruce Flockhart: 18-15 / 15-6
- Ong Ewe Hock –  Ramesh Nathan: 15-6 / 15-4
- Lee Kwang-jin –  Pontus Jäntti: 15-11 / 15-7
- Liu En-hung –  Ge Cheng: 15-9 / 15-13
- Roslin Hashim –  Kitipon Kitikul: 15-8 / 15-3
- Kim Hak-kyun –  Fumihiko Machida: 15-4 / 8-15 / 15-9
- Alan Budikusuma –  Lo Ah Heng: 15-2 / 15-1
- Jeroen van Dijk –  Wu Chun-sheng: 15-3 / 15-10
- Ahn Jae-chang –  Kai Wui Shim: 15-10 / 15-9
- Fung Permadi –  Peter Gade: 15-10 / 12-15 / 15-7
- Yong Hock Kin –  Chen Gang: 11-15 / 15-9 / 15-12
- Ardy Wiranata –  Jason Wong: 15-2 / 15-5
- Indra Wijaya –  Peter Rasmussen: 15-9 / 15-5
- Rashid Sidek –  Joris van Soerland: 15-3 / 15-2
- George Rimarcdi –  Ismail Saman: 15-4 / 15-6
- Park Sung-woo –  Chang Jeng-shyuang: 15-4 / 15-5
- Heryanto Arbi –  Ong Ewe Hock: 15-8 / 14-17 / 15-10
- Lee Kwang-jin –  Liu En-hung: 15-4 / 15-10
- Kim Hak-kyun –  Roslin Hashim: 11-5 / 15-3 / 15-8
- Alan Budikusuma –  Jeroen van Dijk: 15-0 / 15-7
- Fung Permadi –  Ahn Jae-chang: 15-11 / 15-3
- Ardy Wiranata –  Yong Hock Kin: 15-3 / 15-0
- Rashid Sidek –  Indra Wijaya: 15-6 / 15-5
- Park Sung-woo –  George Rimarcdi: 7-15 / 15-7 / 15-1
- Heryanto Arbi –  Lee Kwang-jin: 15-10 / 15-6
- Alan Budikusuma –  Kim Hak-kyun: 6-15 / 15-12 / 15-8
- Ardy Wiranata –  Fung Permadi: 15-10 / 15-6
- Park Sung-woo –  Rashid Sidek: 11-15 / 15-11 / 15-7
- Alan Budikusuma –  Heryanto Arbi: 17-15 / 15-4
- Ardy Wiranata –  Park Sung-woo: 15-10 / 15-5
- Alan Budikusuma –  Ardy Wiranata: 15-5 / 15-8

### Dameneinzel Qualifikation
- Zanetta Lee –  Geevien Saha: 11-8 / 11-2
- Woo Pui Kuan –  Wang Soon Lian: 5-11 / 11-7 / 11-6
- Law Pei Pei –  Linda French: 11-1 / 11-2
- Siew May Lee –  Remember Ngo: 11-2 / 11-1
- Firoza Batliwala –  Chin Yen Peng: 8-11 / 11-6 / 12-10
- Chan Hui Fung –  Chong Nga Fan: 11-2 / 11-2
- Chung Jae-hee –  Ang Li Peng: 11-8 / 11-6
- Ishwarii Boopathy –  Erika Von Heiland: 11-2 / 11-3
- Zanetta Lee –  Beke Recht: 10-12 / 11-6 / 11-2
- Woo Pui Kuan –  Bee Gaik Ng: 11-3 / 11-8
- Law Pei Pei –  Gooi Yean Ling: 11-4 / 12-11
- Leen Ai –  Siew May Lee: 11-2 / 11-3
- Firoza Batliwala –  Lee Yu Dih: 11-0 / 11-1
- Chan Hui Fung –  Anika Sietz: 6-11 / 11-2 / 11-2

### Dameneinzel
- Bang Soo-hyun –  Leen Ai: 11-0 / 11-3
- Zarinah Abdullah –  Norhasikin Amin: 11-3 / 11-3
- Mia Audina –  Pornsawan Plungwech: 11-6 / 11-6
- Yoshiko Ohta –  Monique Hoogland: 11-6 / 2-11 / 12-11
- Ye Zhaoying –  Meiluawati: 11-6 / 11-7
- Hisako Mizui –  Jeng Shwu-zen: 11-3 / 11-1
- Jihyun Marr –  Zanetta Lee: 11-0 / 11-6
- Margit Borg –  Masako Sakamoto: 11-3 / 5-1 / 11-6
- Chan Ya-lin –  Yasuko Mizui: 11-5 / 11-5
- Zhang Ning –  Elena Rybkina: 11-0 / 11-4
- Lee Joo Hyun –  Chung Jae-hee: 11-1 / 11-5
- Lim Xiaoqing –  Winnie Lee: 11-1 / 11-3
- Takako Ida –  Chan Chia Fong: 6-11 / 11-3 / 11-4
- Ra Kyung-min –  Fatimah Kumin Lim: 11-0 / 11-0
- Dai Yun –  Firoza Batliwala: 11-2 / 11-2
- Susi Susanti –  Jaroensiri Somhasurthai: 11-6 / 11-5
- Bang Soo-hyun –  Zarinah Abdullah: 11-0 / 11-2
- Mia Audina –  Yoshiko Ohta: 11-0 / 11-2
- Ye Zhaoying –  Hisako Mizui: 12-11 / 11-2
- Jihyun Marr –  Margit Borg: 11-2 / 11-2
- Zhang Ning –  Chan Ya-lin: 7-11 / 11-7 / 11-9
- Lim Xiaoqing –  Lee Joo Hyun: 5-11 / 12-11 / 11-2
- Ra Kyung-min –  Takako Ida: 11-1 / 11-3
- Susi Susanti –  Dai Yun: 11-1 / 11-3
- Bang Soo-hyun –  Mia Audina: 11-8 / 11-6
- Ye Zhaoying –  Jihyun Marr: 12-9 / 11-5
- Lim Xiaoqing –  Zhang Ning: 9-11 / 11-5 / 11-6
- Susi Susanti –  Ra Kyung-min: 11-4 / 11-2
- Bang Soo-hyun –  Ye Zhaoying: 2-11 / 11-8 / 11-2
- Susi Susanti –  Lim Xiaoqing: 11-2 / 11-1
- Susi Susanti –  Bang Soo-hyun: 11-1 / 11-6

### Herrendoppel Qualifikation
- Chatchai Boonmee /  Kitipon Kitikul –  Zainal Malik /  Dirk Saas: 15-7 / 15-0
- Navdeep Singh /  Srishail –  Hj Danirudin Daud /  Amirul Wan: 15-3 / 15-6
- Chong Chen Teh /  Wong Choong Hann –  Fadzil Mat Aris /  Jeremy Velberg: 15-2 / 15-0
- Chan Chong Ming /  James Chua –  Jeremy Gan /  Ng Heng Hong: 12-15 / 15-9 / 15-9
- Ville Kinnunen /  Ilkka Nyqvist –  Marcus Lohse /  Stefan Neumann: 15-8 / 15-2
- Teng Swee Chan /  Seng Yeow Ong –  Yian Wai Siew /  Yap Yong Jyen: 15-11 / 15-12
- Jaseel P. Ismail /  Vijaydeep Singh –  Tang Soo Sen /  Yap Wei Ming: 15-9 / 15-7

### Herrendoppel
- Rudy Gunawan /  Bambang Suprianto –  Patrick Lau Kim Pong /  Tan Sian Peng: 15-5 / 15-6
- Takaaki Hayashi /  Norio Imai –  Eddeeza Saha /  Fredyno Saha: 6-15 / 15-4 / 15-12
- Yap Yee Guan /  Yap Yee Hup –  Jang Chun-woong /  Lee Dong-soo: 15-6 / 15-13
- Chan Siu Kwong /  He Tim –  Jaseel P. Ismail /  Vijaydeep Singh: 15-9 / 15-9
- Pramote Teerawiwatana /  Sakrapee Thongsari –  Sigit Budiarto /  Dicky Purwotjugiono: 15-4 / 15-12
- Boo Hock Khoo /  Lee Chee Leong –  Chong Chen Teh /  Wong Choong Hann: 15-18 / 15-8 / 15-5
- Soo Beng Kiang /  Tan Kim Her –  Andrei Antropow /  Nikolai Sujew: 15-9 / 18-17
- Liu Di /  Yang Ming –  Huang Yeu-der /  Wu Chun-sheng: 15-1 / 15-2
- Siripong Siripool /  Khunakorn Sudhisodhi –  Choong Tan Fook /  Lee Wan Wah: 15-4 / 15-7
- Simon Archer /  Chris Hunt –  Horng Shin-jeng /  Huang Chuan-chen: 13-15 / 15-5 / 15-11
- Aras Razak /  Aman Santosa –  Chan Chong Ming /  James Chua: 15-8 / 15-10
- Peter Axelsson /  Pär-Gunnar Jönsson –  Chew Choon Eng /  Rosman Razak: 17-15 / 15-8
- Chatchai Boonmee /  Kitipon Kitikul –  Soon Thoe Cheah /  Leong Kar Wai: 15-10 / 17-15
- Pang Cheh Chang /  Pei Wee Chung –  Lee Wei-jen /  Lin Liang-chun: 18-14 / 15-10
- Kim Dong-moon /  Yoo Yong-sung –  Ma Che Kong /  Tam Kai Chuen: 15-7 / 15-4
- Cheah Soon Kit /  Yap Kim Hock –  Shinji Bito /  Fumihiko Machida: 15-2 / 15-4
- Rudy Gunawan /  Bambang Suprianto –  Takaaki Hayashi /  Norio Imai: 15-6 / 15-2
- Yap Yee Guan /  Yap Yee Hup –  Chan Siu Kwong /  He Tim: 16-17 / 15-13 / 15-5
- Pramote Teerawiwatana /  Sakrapee Thongsari –  Boo Hock Khoo /  Lee Chee Leong: 15-4 / 15-1
- Soo Beng Kiang /  Tan Kim Her –  Liu Di /  Yang Ming: 11-15 / 15-9 / 18-14
- Siripong Siripool /  Khunakorn Sudhisodhi –  Simon Archer /  Chris Hunt: 17-15 / 18-16
- Peter Axelsson /  Pär-Gunnar Jönsson –  Aras Razak /  Aman Santosa: 17-14 / 6-15 / 15-5
- Pang Cheh Chang /  Pei Wee Chung –  Chatchai Boonmee /  Kitipon Kitikul: 15-12 / 15-11
- Cheah Soon Kit /  Yap Kim Hock –  Kim Dong-moon /  Yoo Yong-sung: 15-4 / 15-2
- Rudy Gunawan /  Bambang Suprianto –  Yap Yee Guan /  Yap Yee Hup: 15-10 / 15-12
- Pramote Teerawiwatana /  Sakrapee Thongsari –  Soo Beng Kiang /  Tan Kim Her: 15-6 / 15-8
- Peter Axelsson /  Pär-Gunnar Jönsson –  Siripong Siripool /  Khunakorn Sudhisodhi: 15-12 / 15-8
- Cheah Soon Kit /  Yap Kim Hock –  Pang Cheh Chang /  Pei Wee Chung: 15-4 / 15-1
- Pramote Teerawiwatana /  Sakrapee Thongsari –  Rudy Gunawan /  Bambang Suprianto: 1-15 / 15-8 / 15-12
- Cheah Soon Kit /  Yap Kim Hock –  Peter Axelsson /  Pär-Gunnar Jönsson: 15-5 / 15-0
- Pramote Teerawiwatana /  Sakrapee Thongsari –  Cheah Soon Kit /  Yap Kim Hock: 5-15 / 15-12 / 15-5

### Damendoppel
- Gil Young-ah /  Jang Hye-ock –  Ang Li Peng /  Cindy Lim: 15-0 / 15-1
- Chen Li-chin /  Tsai Hui-min –  Chan Hui Fung /  Chan Oi Ni: 15-9 / 15-7
- Tomomi Matsuo /  Masako Sakamoto –  Kavitha /  Noraizah Abu Samah: 15-0 / 15-1
- Plernta Boonyarit /  Pornsawan Plungwech –  Kuak Seok Choon /  Zamaliah Sidek: 15-5 / 15-5
- Eliza Nathanael /  Zelin Resiana –  Norhasikin Amin /  Winnie Lee: 15-4 / 15-1
- Gillian Gowers /  Sarah Hardaker –  Chin Yen Peng /  Zanetta Lee: 15-1 / 15-0
- Qin Yiyuan /  He Tian Tang –  Linda French /  Erika Von Heiland: 15-1 / 15-1
- Law Pei Pei /  Leau Hui Ming –  Beke Recht /  Anika Sietz: 15-4 / 15-12
- Idayu Norfhara /  Wang Soon Lian –  Hardiana Abdul Jalil /  Wong Pei Tty: 15-9 / 16-18 / 15-8
- Hisako Mizui /  Yasuko Mizui –  Chong Nga Fan /  Fong Chew Yen: 15-4 / 15-2
- Elena Rybkina /  Marina Yakusheva –  Chung Jae-hee /  Park Soo-yun: 3-15 / 18-15 / 15-7
- Julie Bradbury /  Joanne Goode –  Gooi Yean Ling /  Siew May Lee: 15-6 / 15-8
- Aiko Miyamura /  Akiko Miyamura –  Geevien Saha /  Hartini Saha: 15-0 / 15-7
- Lisbet Stuer-Lauridsen /  Marlene Thomsen –  Rosalia Anastasia /  Deyana Lomban: 15-9 / 15-5
- Ngan Fai /  Tung Chau Man –  Chan Ya-lin /  Jeng Shwu-zen: 15-6 / 10-15 / 15-9
- Kim Mee-hyang /  Kim Shin-young –  Bee Gaik Ng /  Joanne Quay: 15-1 / 15-1
- Gil Young-ah /  Jang Hye-ock –  Chen Li-chin /  Tsai Hui-min: 15-5 / 15-5
- Tomomi Matsuo /  Masako Sakamoto –  Plernta Boonyarit /  Pornsawan Plungwech: 15-2 / 15-0
- Eliza Nathanael /  Zelin Resiana –  Gillian Gowers /  Sarah Hardaker: 15-14 / 15-7
- Qin Yiyuan /  He Tian Tang –  Law Pei Pei /  Leau Hui Ming: 15-0 / 15-1
- Hisako Mizui /  Yasuko Mizui –  Idayu Norfhara /  Wang Soon Lian: 15-0 / 15-2
- Julie Bradbury /  Joanne Goode –  Elena Rybkina /  Marina Yakusheva: 15-10 / 15-4
- Lisbet Stuer-Lauridsen /  Marlene Thomsen –  Aiko Miyamura /  Akiko Miyamura: 18-15 / 12-15 / 15-5
- Kim Mee-hyang /  Kim Shin-young –  Ngan Fai /  Tung Chau Man: 15-4 / 15-9
- Gil Young-ah /  Jang Hye-ock –  Tomomi Matsuo /  Masako Sakamoto: 15-1 / 15-7
- Eliza Nathanael /  Zelin Resiana –  Qin Yiyuan /  He Tian Tang: 15-7 / 15-12
- Julie Bradbury /  Joanne Goode –  Hisako Mizui /  Yasuko Mizui: 15-7 / 15-12
- Kim Mee-hyang /  Kim Shin-young –  Lisbet Stuer-Lauridsen /  Marlene Thomsen: 18-15 / 15-2
- Gil Young-ah /  Jang Hye-ock –  Eliza Nathanael /  Zelin Resiana: 15-9 / 3-15 / 15-5
- Julie Bradbury /  Joanne Goode –  Kim Mee-hyang /  Kim Shin-young: 15-7 / 15-12
- Julie Bradbury /  Joanne Goode –  Gil Young-ah /  Jang Hye-ock: 15-10 / 15-11

### Mixed
- Nick Ponting /  Joanne Goode –  Lee Dong-soo /  Park Soo-yun: 15-7 / 15-9
- Chan Siu Kwong /  Tung Chau Man –  Chie Wai Leong /  Wong Pei Tty: 15-5 / 15-3
- Chang Jeng-shyuang /  Jeng Shwu-zen –  Lee Chee Leong /  Leen Ai: 15-5 / 15-10
- Chris Hunt /  Gillian Gowers –  Seiichi Watanabe /  Tomomi Matsuo: 15-6 / 15-4
- Yoo Yong-sung /  Kim Shin-young –  Chong Nga Fan /  Nik Ahmad Faiz Nik Abdullah: 15-3 / 15-2
- Tao Xiaoqiang /  Wang Xiaoyuan –  Ma Che Kong /  Ngan Fai: 15-7 / 15-5
- Chew Choon Eng /  Kuak Seok Choon –  Lee Wei-jen /  Tsai Hui-min: 14-17 / 15-9 / 15-10
- Rosman Razak /  Zamaliah Sidek –  Pei Wee Chung /  Linda French: 15-12 / 15-6
- Ron Michels /  Erica van den Heuvel –  Lin Liang-chun /  Chen Li-chin: 15-8 / 15-3
- Chatchai Boonmee /  Plernta Boonyarit –  Lee Tsuen Seng /  Noraizah Abu Samah: 15-5 / 15-7
- Kim Dong-moon /  Gil Young-ah –  Hardiana Abdul Jalil /  Lye Mun Kai: 15-0 / 15-1
- Paulus Firman /  Rosalia Anastasia –  Roslin Hashim /  Fong Chew Yen: 15-3 / 15-3
- Norio Imai /  Masako Sakamoto –  Pang Cheh Chang /  Chan Chia Fong: 15-1 / 15-8
- Simon Archer /  Julie Bradbury –  Liu En-hung /  Ko Hsin-lin: 15-2 / 15-8
- Aryono Miranat /  Dede Hasanah –  Andrei Antropow /  Marina Yakusheva: w.o.
- He Tim /  Chan Oi Ni –  Nikolai Sujew /  Elena Rybkina: w.o.
- Nick Ponting /  Joanne Goode –  Chan Siu Kwong /  Tung Chau Man: 15-5 / 15-6
- Aryono Miranat /  Dede Hasanah –  Chang Jeng-shyuang /  Jeng Shwu-zen: 15-2 / 15-5
- Yoo Yong-sung /  Kim Shin-young –  Chris Hunt /  Gillian Gowers: 6-15 / 17-16 / 15-7
- Tao Xiaoqiang /  Wang Xiaoyuan –  Chew Choon Eng /  Kuak Seok Choon: 15-0 / 15-5
- Ron Michels /  Erica van den Heuvel –  Rosman Razak /  Zamaliah Sidek: 15-8 / 15-6
- Kim Dong-moon /  Gil Young-ah –  Chatchai Boonmee /  Plernta Boonyarit: 15-4 / 15-5
- Paulus Firman /  Rosalia Anastasia –  He Tim /  Chan Oi Ni: 15-6 / 15-7
- Simon Archer /  Julie Bradbury –  Norio Imai /  Masako Sakamoto: 15-8 / 15-11
- Aryono Miranat /  Dede Hasanah –  Nick Ponting /  Joanne Goode: 11-15 / 15-5 / 15-5
- Tao Xiaoqiang /  Wang Xiaoyuan –  Yoo Yong-sung /  Kim Shin-young: 15-10 / 17-14
- Kim Dong-moon /  Gil Young-ah –  Ron Michels /  Erica van den Heuvel: 15-3 / 10-15 / 15-9
- Paulus Firman /  Rosalia Anastasia –  Simon Archer /  Julie Bradbury: 15-12 / 15-9
- Tao Xiaoqiang /  Wang Xiaoyuan –  Aryono Miranat /  Dede Hasanah: 15-11 / 15-10
- Kim Dong-moon /  Gil Young-ah –  Paulus Firman /  Rosalia Anastasia: 15-11 / 15-4
- Kim Dong-moon /  Gil Young-ah –  Tao Xiaoqiang /  Wang Xiaoyuan: 15-7 / 15-9